# Drosophila longicornis
Drosophila longicornis är en tvåvingeart som beskrevs av Patterson och Wheeler 1942. Drosophila longicornis ingår i släktet Drosophila och familjen daggflugor.
Artens utbredningsområde är Arizona, Texas, New Mexico, Utah och Mexiko.